# Canthon acutiformis
Canthon acutiformis är en skalbaggsart som beskrevs av Vladimir Balthasar 1939. Canthon acutiformis ingår i släktet Canthon och familjen bladhorningar. Inga underarter finns listade.